# Stargard
Stargard Szczeciński (nemško Stargard in Pommern; kašubsko Stôrgard) je poljsko mesto v Zahodnopomorjanskem vojvodstvu. Leži ob reki Ini. Število prebivalcev: 69 tisoč (2014). Površina: 48 km².